# 成瀬昌由
成瀬 昌由（なるせ まさゆき、1973年3月15日 - ）は、日本の男性プロレスラー、総合格闘家。東京都杉並区出身。血液型O型。

## 来歴
松涛館空手で初段を獲得。1991年、前田日明主宰のリングスの第一回新人テストに合格し入門、1992年8月16日、有明コロシアムでの山本宜久戦でプロデビュー（対戦相手の山本も同日デビュー）。軽量級ながら、空手仕込みの打撃と、前田直伝の関節技を武器に体格差のある相手と対戦。1993年頃盛んに開催されたリングス「実験リーグ」では、名勝負を数多く製造し、「実験リーグ男」の異名を取った。
1997年、リングス軽量級王者を決める「トーナメント21」で優勝し、初代王者に君臨。以後、2度の防衛を果たした（2001年2月に返上）。しかし、度重なるケガに悩まされ、欠場と復帰を繰り返し、1999年6月24日の金原弘光戦を最後に椎間板ヘルニアのために長期欠場を余儀なくされる。手術とリハビリの末、2001年3月20日、リカルド・フィエート戦で1年9か月ぶりに復帰。KOKルールとなってから初の試合となったが、アンクルホールドで一本勝ちを納める。
同年5月に山本宜久と共にリングスを退団。その後は新日本プロレスに主戦場を移す。7月20日の札幌ドーム大会で行われたIWGPジュニアヘビー級選手権での田中稔戦で初参戦を果たし、この試合に勝利してIWGPジュニア王座を獲得。しかし10月8日の東京ドーム大会の石澤常光戦で開始26秒で敗れ王座を失う。以降は本格的に参戦を果たし、ジュニア戦線で活躍。後に「無差別級」を合言葉にヘビー級とも渡り合った。2002年に正式に入団。2004年11月、リングス時代の先輩長井満也とアジアタッグ王者となり、以後2度の防衛を果たした。
2006年1月、新日本を退団しフリーになった（現在は主にインストラクターや総合のセコンドなどプロレス以外の仕事をしている）。
総合格闘技では、フリー参戦の2001年から新日本選手の参戦に際し、その練習パートナーとして常に帯同。永田裕志、ケンドー・カシン、安田忠夫、獣神サンダー・ライガー、矢野通、ブルー・ウルフ、ジョシュ・バーネットといったメンバーの練習や本番のセコンドに就き、徹底したバックアップを行った。当時の新日本にはセコンドを務められる人材の不足が顕著であり、リングス時代の長い経験を持つ成瀬が頻繁にセコンドに付いている。自らも、2003年12月31日のK-1 PREMIUM 2003 Dynamite!!でK-1の大巨人ヤン・"ザ・ジャイアント"・ノルキヤと対戦。身長差38cm、体重差50kgのハンデを覆し、チョークスリーパーで一本勝ちを納めている。同日参戦した新日本選手唯一の勝利者であったにもかかわらず、なぜかこの時はリングスのバスタオルを掲げていた。また、新日本プロレスの総合ルールULTIMATE CRASHルールの作成にも携わった。
2013年10月27日、「GRABAKA LIVE! 3」で菊田早苗とノーグローブマッチで対戦。
2016年、パーソナルジム・REZAEV (リザエヴ)荻窪店を開店。

## 人物
- ファンクラブが存在し、不定期に「成瀬教室」という運動セミナーを開いている。
- 2009年3月22日のNHK大河ドラマ『天地人』第12話に出演。端役ではあるが役者デビューを果たした。
- 株式会社スーパーエージェントとマネジメント契約。
- 2010年にラリー・カールトンと松本孝弘によってブルーノート東京で行われたライブを収録したDVD『Larry Carlton&Tak Matsumoto LIVE 2010 “TAKE YOUR PICK”at BLUE NOTE TOKYO』において全曲ではないが、時折上手側（ラリー側）の客席に映っているのが確認できる。ライブに訪れた日時が偶然DVD収録日だったらしい

## 新日本プロレス時代の略歴
- 2001年7月20日、札幌ドームでの田中稔戦に初登場。IWGPジュニアヘビー級選手権として行われたこの試合で勝利し、第40代IWGPジュニア王者となった。以後1度の防衛を果たした。
- 2001年10月8日、東京ドームでのケンドー・カシン（この時は素顔で登場）とのIWGPジュニアヘビー級選手権に王者として参戦。26秒跳びつき腕ひしぎ逆十字固めに敗れ王座陥落。
- 2001年12月31日、INOKI BOM-BA-YE 2001に参戦したケンドー・カシン、永田裕志、安田忠夫のセコンドに（それ以前に、永田、ドン・フライの総合特訓にも帯同している）。安田の勝利に貢献。
- 2002年1月、新日本プロレス入団。
- 2002年6月7日、フリー参戦していたバス・ルッテンと対戦。KO負けを喫した。
- 2002年8月29日、当時大阪プロレスに所属していた村浜武洋と対戦。時間切れ引き分けに終わる。
- 2002年10月14日、佐々木健介退団騒動によって空席となった村上和成（当時は村上一成）の対戦相手に立候補し、東京ドームの新日本VS外敵軍7番勝負の第3戦に登場。黒のオープンフィンガーグローブを着けた村上に対抗して青色のグローブで試合に臨むが、敗北を喫した。
- 2002年11月30日、獣神サンダー・ライガーのパンクラス参戦のセコンドに。
- 2002年12月、ヒート派と反ヒート派の抗争でヒート派に組する。
- 2003年1月、東京ドーム大会後、右肩の手術のため欠場。その間にULTIMATE CRASHルール作成に携わり、また同大会の運営に関わる。
- 2003年6月13日、鈴木みのるの新日本復帰戦に自ら名乗りを挙げ、日本武道館で対戦するも敗戦。試合後、魔界倶楽部星野総裁に魔界マスクを手渡される。また、この戦い以後、鈴木とのタッグを組まれることが多くなった。
- 2003年7月、魔界倶楽部からの執拗な勧誘があった。同時に当時魔界5号を名乗っていた長井満也との抗争が勃発。この抗争は2年近くに渡り、幾度かのタッグ結成を経て両者の退団まで続くことになる。8月には成瀬にそっくりな覆面レスラー「スズキくん」が現れる。
- 2003年8月31日、矢野通、飯塚高史のパンクラス参戦のセコンドに。
- 2003年11月、成田空港でアントニオ猪木にINOKI BOM-BA-YE 2003参戦を直訴。
- 2003年12月31日、K-1 PREMIUM 2003 Dynamite!!でヤン・"ザ・ジャイアント"・ノルキヤと対戦。勝利。
- 2004年1月4日、安田忠夫と対戦し、開始30秒スリーパーホールドによりレフェリーストップ勝ち。
- 2004年1月28日、棚橋弘至の持つIWGP・U-30無差別級王座に挑戦するもドラゴン・スープレックス・ホールドにより敗北。
- 2004年3月28日、獣神サンダー・ライガーの持つGHCジュニアヘビー級王座に挑戦するも敗北（NOAH以外の団体初のGHC王座をかけたタイトルマッチ）。
- 2004年5月22日、ブルー・ウルフのK-1 ROMANEX参戦のセコンドに。
- 2004年9月19日、アントニオ猪木の命令で、垣原賢人、長井満也、柳澤龍志、中邑真輔と共に北朝鮮で行われた第1回国際武道大会に参加。エキシビションマッチで垣原と対戦した。
- 2004年10月、真壁刀義と下克上宣言を行う。
- 2004年10月23日、ブラジルで行われたJungle Fight 3に参戦。トニー・ウィリアムスに勝利。
- 2004年10月31日、ジョシュ・バーネットのPRIDE参戦のセコンドを務めた。
- 2004年11月3日、抗争中の長井満也と組み、天龍源一郎、渕正信の所持するアジアタッグ王座に挑戦（7月26日にも挑戦したが奪取失敗）。勝利し、第77代アジアタッグ王座となった。その後、2度の防衛に成功するも、2005年2月2日にベルトを失う。
- 2004年11月13日、「闘魂祭り」においてハッスル軍による新日マットでのハッスルポーズを阻止。小川直也にチョップを叩き込む。リング上で「今日は『闘魂祭り』。ハッスルしていい場じゃない。」とアピールした[5]。
- 2005年1月4日、アルティメットロワイヤルに登場。1回戦でロン・ウォーターマンと対戦するが、パワーボムからのマウントパンチでレフェリーストップ負け。
- 2005年、度重なるケガにより欠場と復帰を繰り返す。下克上宣言を行った真壁刀義、矢野通がBNJ（ブラックニュージャパン）に加入後はこれと争う。長州力が現場監督に就任すると、ケガも重り試合数が激減した。
- 2006年1月、契約更改せずに新日本を退団し、フリーランスとなった[1]。

## 得意技
リングスで培った打撃と関節技を主体として試合を作る。
クレイジーサイクロン（バックブロー）
リングス時代からの成瀬の必殺技。掌打の形でのバックブロー。
ナルセロック（変形のクロスフェイス）
ガードポジションからの三角絞めの体勢から腕を奪いサイドに移り、相手の片腕を極めた状態でフェイスロックを決める。
コピィロフクラッチ（膝十字固めからの丸め込み）
ほんのごくわずかな期間しか使わなかった幻の技。アンドレイ・コピィロフに教わったと言う。
スリーパーホールド
リングス時代、前田から伝授された技。この技でノルキヤ、安田と言った大型レスラーを数多く仕留めてきた。
キャプチュード
成瀬の師匠である前田譲りのスープレックス。
アキレス腱固め
ギロチンチョーク
バズソーキック
仰向けになった相手の上半身を起こし、相手の左側頭部を振り抜いた右足の甲で蹴り飛ばす。
各種キック
ローキック、ミドルキック、ハイキック、ローリング・ソバット

## テーマ曲
自らが愛聴するB'zの楽曲を数多く使用。前田曰く、メンバーからは使用を許可されているようである。
- THE GAMBLER（リングス時代）
- ultra soul（新日本時代）
- IT'S SHOWTIME!!（同上）
- F・E・A・R（同上）
- ギリギリchop（同上）
- さまよえる蒼い弾丸（同上）
- Jap The Lipper（同上、稔も同曲を使用していた時期がある）
- Real Thing Shakes（同上、稔も同曲を使用していた時期がある）

## 戦績
| 総合格闘技 戦績 | 総合格闘技 戦績 | 総合格闘技 戦績 | 総合格闘技 戦績 | 総合格闘技 戦績 | 総合格闘技 戦績 | 総合格闘技 戦績 |
| --------------- | --------------- | --------------- | --------------- | --------------- | --------------- | --------------- |
| 22 試合         | (T)KO           | 一本            | 判定            | その他          | 引き分け        | 無効試合        |
| 8 勝            | 0               | 5               | 0               | 1               | 0               | 0               |
| 14 敗           | 2               | 6               | 3               | 3               | 0               | 0               |

| 勝敗 | 対戦相手                           | 試合結果                         | 大会名                                                                   | 開催年月日     |
| ×    | 近藤有己                           | 5分2R終了 判定0-2                | PANCRASE 257                                                             | 2014年3月30日  |
| ×    | 菊田早苗                           | 1R 2:25 腕ひしぎ十字固め         | GRABAKA LIVE! 3                                                          | 2013年10月27日 |
| ○    | トニー・ウィリアムス               | 1R 腕ひしぎ十字固め              | Jungle Fight 3                                                           | 2004年10月23日 |
| ○    | ヤン・"ザ・ジャイアント"・ノルキヤ | 1R 4:40 チョークスリーパー       | K-1 PREMIUM 2003 Dynamite!!                                              | 2003年12月31日 |
| ○    | リカルド・フィエート               | 1R 3:46 トウホールド             | リングス BATTLE GENESIS Vol.7                                            | 2001年3月20日  |
| ×    | 金原弘光                           | 30分終了 判定（ポイント差）      | リングス RISE 4th                                                        | 1999年6月24日  |
| ×    | ヴォルク・ハン                     | 7:46 腕ひしぎ十字固め            | リングス RISE 3rd                                                        | 1999年5月22日  |
| ×    | クリストファー・ヘイズマン         | 13:18 チキンウィングアームロック | リングス RISE 2nd                                                        | 1999年4月23日  |
| ○    | デイブ・フォン・デ・フェーン       | 7:36 アンクルホールド            | リングス RISE 1st                                                        | 1999年3月22日  |
| ×    | ヨープ・カステル                   | 8:33 TKO（ドクターストップ）     | リングス WORLD MEGA-BATTLE TOURNAMENT 第一回FNRカップ'98 Aブロック一回戦 | 1998年12月23日 |
| ○    | 山本喧一                           | 11:07 アームロック               | リングス FIGHTING INTEGRATION 4th 【トーナメント21タイトルマッチ】       | 1998年6月27日  |
| ×    | イリューヒン・ミーシャ             | 13:52 足首固め                   | リングス FIGHTING INTEGRATION 3rd                                        | 1998年5月29日  |
| ×    | イリューヒン・ミーシャ             | 12:28 アキレス腱固め             | リングス WORLD MEGA-BATTLE TOURNAMENT 1997 1st ROUND 【1回戦】           | 1997年10月25日 |
| ○    | クリストファー・ヘイズマン         | 14:26 TKO                        | リングス FIGHTING EXTENSION 1997 Vol.6 【トーナメント21 決勝】           | 1997年8月13日  |
| ×    | 山本宜久                           | 21:20 腕ひしぎ十字固め           | リングス FIGHTING EXTENSION 1997 Vol.2                                   | 1997年4月22日  |
| ○    | ヴァレンタイン・オーフレイム       | 12:05 TKO（レフェリーストップ）  | リングス BATTLE GENESIS Vol.1 【トーナメント21 1回戦】                   | 1997年4月4日   |
| ×    | ヴァレンタイン・オーフレイム       | 1R 4:10 TKO（ドクターストップ）  | Rings Holland: The Final Challenge                                       | 1997年2月2日   |
| ×    | グロム・ザザ                       | 10:12 ネックロック               | リングス MEGA-BATTLE TOURNAMENT 1996 GRAND-FINAL                         | 1997年1月22日  |
| ×    | ヴォルク・ハン                     | 10:24 アキレス腱固め             | リングス MEGA-BATTLE TOURNAMENT 1996 1st ROUND 【1回戦】                 | 1996年10月25日 |
| ○    | イーゲン井上                       | 11:51 反則                       | リングス MAELSTROM 6th 〜旗揚げ5周年記念大会〜                           | 1996年8月24日  |
| ×    | ウィリー・ピータース               | 10分1R終了 判定0-3               | Rings Holland: Free Fight                                                | 1995年2月19日  |
| ×    | ソテル・ゴチェフ                   | 14:59 足がらみ裸絞め             | リングス 1994 TOURNAMENT GRAND FINAL                                     | 1995年1月25日  |

## タイトル歴
RINGS
- 初代リングストーナメント21王座

新日本プロレス
- IWGPジュニアヘビー級王座（第40代）

全日本プロレス
- アジアタッグ王座（第77代、パートナーは長井満也）